# Gmina Biała Podlaska
Gmina Biała Podlaska es una gmina rural ubicada en el distrito de Biała Podlaska, en Voivodato de Lublin, Polonia.

## Pueblos
- Cełujki
- Cicibór Duży
- Cicibór Mały
- Czosnówka
- Dokudów Drugi
- Dokudów Pierwszy
- Grabanów
- Grabanów-Kolonia
- Hola
- Hrud
- Husinka
- Janówka
- Jaźwiny
- Julków
- Kaliłów
- Kamieniczne
- Krzymowskie
- Lisy
- Łukowce
- Michałówka
- Młyniec
- Nowy Sławacinek
- Ogrodniki
- Ortel Książęcy Drugi
- Ortel Książęcy Pierwszy
- Perkowice
- Pojelce
- Pólko
- Porosiuki
- Rakowiska
- Roskosz
- Sitnik
- Stary Sławacinek
- Styrzyniec
- Surmacze
- Swory
- Sycyna
- Terebela
- Wilczyn
- Wólka Plebańska
- Woroniec
- Woskrzenice Duże
- Woskrzenice Małe
  - Zabłocie
- Zacisze